# Krystyna Lisiecka
Krystyna Maria Lisiecka, z d. Bindek (ur. 5 lutego 1945 w Zabrzu, zm. 27 marca 2023 w Katowicach) – polska ekonomistka, pracownik naukowy Uniwersytetu Ekonomicznego w Katowicach, także lekkoatletka, medalistka mistrzostw Polski.

## Życiorys

### Kariera sportowa
Była zawodniczką Górnika Zabrze.
Na mistrzostwach Polski seniorek na otwartym stadionie zdobyła pięć medali: srebrny w sztafecie 4 x 100 metrów w 1969, srebrny w pięcioboju w 1970, brązowe w pięcioboju w 1966 i 1971 i brązowy w biegu na 200 metrów przez płotki w 1970.
Rekord życiowy w biegu na 100 metrów przez płotki: 14,0 (24.06.1970).

### Kariera naukowa
Od 1969 pracowała w Wyższej Szkole Ekonomicznej w Katowicach, przekształconej w 1974 w Akademię Ekonomiczną, w 2010 w Uniwersytet Ekonomiczny w Katowicach. W 1973 obroniła pracę doktorską Rola instrumentów i bodźców ekonomicznych w podnoszeniu jakości produkcji przemysłu wełnianego (na przykładzie przedsiębiorstw zgrupowanych w Zjednoczeniu Przemysłu Wełnianego Południe w Bielsku-Białej) napisaną pod kierunkiem Ryszarda Mierzwińskiego. W 1994 otrzymała na podstawie pracy Zarządzanie jakością produktów w przedsiębiorstwie przemysłowym stopień doktora habilitowanego, w 2004 tytuł profesora nauk ekonomicznych. W latach 2005–2008 była prorektorem UE ds. nauki. W swoich badaniach zajmuje się zarządzaniem przedsiębiorstwem przez jakość. Została wyróżniona tytułem profesora honorowego UE w Katowicach. 
W 1999 została odznaczona Złotym Krzyżem Zasługi, w 2000 Medalem Komisji Edukacji Narodowej, w 2011 Krzyżem Kawalerskim Odrodzenia Polski.

## Życie prywatne
Była córką Wilhelma i Emilii. Wyszła za mąż za Eugeniusza, miała dwoje dzieci: Mirę i Andrzeja.